# TA23
TA23 (Tomb of Amarna 23) è la sigla che identifica una delle Tombe dei nobili ubicate nell'area dell'antica Akhetaton, oggi nota come Amarna, capitale voluta e costruita dal faraone Amenhotep IV/Akhenaton della XVIII dinastia. La città venne abbandonata circa 30 anni dopo la sua fondazione; le tombe vennero abbandonate e in parte riutilizzate in epoca moderna come romitaggi di monaci copti. L'abbandono millenario e i danni causati dalla presenza umana hanno spesso reso irriconoscibili le strutture originarie e danneggiato pesantemente, quando non reso illeggibili, scene pittoriche e rilievi parietali.

## Titolare
TA23 era la tomba di:
| Titolare | Titolo | Necropoli | Dinastia/Periodo | Note             |
| -------- | --- | --------- | ---------------- | ---------------- |
| Any      | Scriba Reale; Scriba delle offerte del Signore delle Due Terre; Scriba delle offerte ad Aton; Amministratore della casa di Aakheperura (Amenhotep II) | Amarna    | XVIII dinastia   | area meridionale |

## Biografia
Nel vestibolo di ingresso alla TA23 (n. 1 in planimetria) vennero rinvenute sei stele ognuna relativa a un differente personaggio di queste una è dedicata a [Ptah]mey, fratello di Any. Nessun'altra notizia biografica è ricavabile dalla tomba benché, nella cappella più interna, sia presenta una rappresentazione della moglie. La presenza, unica nell'area amarniana, di una tale particolarità, parrebbe derivare dall'alta considerazione di cui Any godeva tra parenti, amici e collaboratori. Le stele consentono inoltre di appurare, data la presenza su tutte di un ritratto del defunto, che Any doveva essere un uomo anziano, età peraltro confermata dall'incarico stesso ricoperto di Amministratore della casa di Aakheperura, ovvero Amenhotep II, che regnò almeno cinquanta/settanta anni prima di Akhenaton.

## La tomba
La TA23 è raggiungibile, ancora oggi, attraverso una strada molto larga che partiva dal Nilo, il che avvalora l'ipotesi che il personaggio in essa sepolto, Any, godesse di particolare rilevanza nel novero dei Funzionari reali, non tanto forse per i titoli ricoperti, quanto per altri meriti, forse anche connessi all'età avanzata. Venne scoperta da Alessandro Barsanti nel 1891 e restò poi chiusa fino agli anni in cui Norman de Garis Davies si dedicò all'area amarniana. Si differenzia planimetricamente da altre tombe della zona essendo costituita da un unico, lungo, corridoio. TA23 è inoltre unica poiché, nel panorama delle tombe amarniane, è l'unica a presentare un portico antistante l'ingresso, portico, peraltro, che per quanto rilevabile dalle strutture esistenti, fa anche supporre che potesse essere affiancato da un colonnato. Benché in apparenza non ultimato, il portico presenta tre nicchie che ospitavano sei stele (ancora in situ quando la tomba venne scavata da Barsanti) (n. 1 in planimetria) dedicate al defunto da amici, collaboratori e parenti. Ai lati dell'ingresso (2-3) e sull'architrave, doppia scena della famiglia reale, con il re Akhenaton, la regina Nefertiti, tre principesse e attendenti, in adorazione dell'Aton e i duplici cartigli con il nome del dio nella "seconda forma didattica" e la figura di Any in preghiera. Nel breve vestibolo che immette nel corridoio (4) il defunto adora Aton (non completato) e (5) il defunto nell'atto di entrare nella tomba (anche in questo caso non ultimato); è visibile, infine (6) uno schizzo del defunto. Il corridoio, benché ben rifinito, non presenta tracce di scene parietali se non una cornice dipinta che separa le pareti dal soffitto. Sul fondo, prima della cappella più interna, si apre un pozzo verticale che dà accesso a due stanze sotterranee. Nella cappella più interna due statue del defunto (7) seduto dinanzi ad una tavola per offerte (non terminata) e (8) il defunto con la moglie (nome non indicato) in atto di offrire unguenti alla divinità (non ultimata).

### Annotazioni
1. ↑  La numerazione dei locali e delle pareti segue quella di Porter e Moss 1968, p. 227.
2. ↑  Aakheperura, "Grande è l'immagine di Ra",  era il nome di incoronazione, o praenomen, di Amenhotep II
3. ↑  Sei stele vennero rinvenute in situ nel 1891 da Alessandro Barsanti e si trovano oggi al Museo egizio del Cairo (cat. da 34176 a 34181). Sono intestate a: Nebwawi, Scriba; Thay, Carrista; Anymen, Servo; [Ptah]mey, fratello di Any; Pakha, Sovrintendente ai lavori; Ay.
4. ↑  Date approssimative di regno: Amenhotep II 1425 a.C.; Thutmosi IV 1401 a.C.; Amenhotep III 1390 a.C.; Amenhotep IV/Akhenaton 1352 a.C.
5. ↑  Planimetrie simili sono riscontrabili in tombe dell'area settentrionale il che ha fatto supporre che fosse a queste coeva.
6. ↑  Il nome di Aton, iscritto in due cartigli come quello dei re, si riscontra, nelle tombe amarniane, nella cosiddetta "prima forma didattica" usata dall'anno I all'anno IX: "Lunga vita a Ra-Horakhti che si rallegra nell'orizzonte, nel suo nome di Shu che è Aton", o nel cosiddetto "secondo nome didattico", in uso dall'anno IX: "Lunga vita a Ra sovrano dei Due Orizzonti che si rallegra nell'orizzonte, nel suo nome di Ra che è Aton" con l'eliminazione, perciò, di riferimenti ad altre divinità che non siano Ra, ovvero la manifestazione più pura del sole.

### Fonti
1. ↑  Porter e Moss 1968, Parte IV, p. 227.
2. ↑  Reeves 2001, p. 137.
3. ↑  Davies 1903, Parte V, pp. 9-11, per la trascrizione e traduzione delle singole stele.
4. ↑  Davies 1903, Parte V, p. 9.
5. ↑  Davies 1903, Parte V, pp. 6-7.
6. ↑  Davies 1903, Parte V, pp. 8-9.
7. ↑  Porter e Moss 1968, Vol. IV, pp. 227-228.